# Feuerwehr in den Vereinigten Staaten

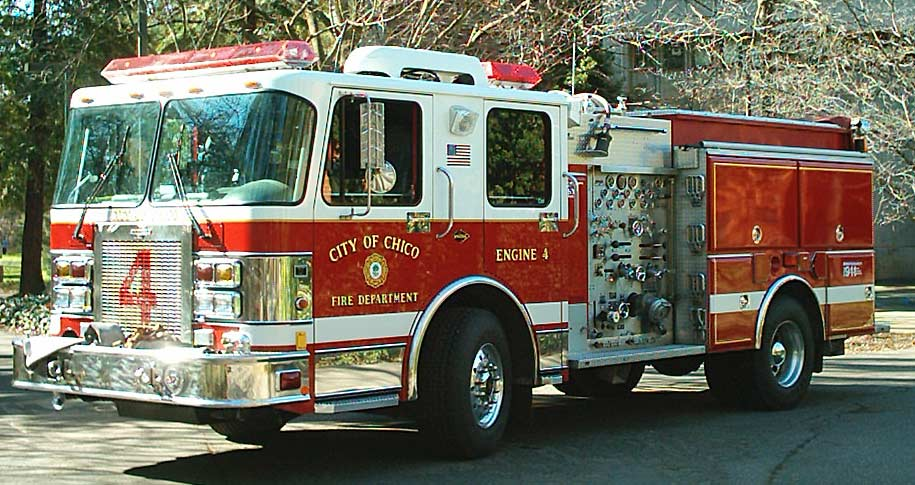
Löschfahrzeug (Engine) aus Chico (Kalifornien)

Die Feuerwehr in den USA besteht aus Freiwilligen Feuerwehren (Volunteer Fire Departments) als auch Berufsfeuerwehren, in der Regel Stadtname Fire Department genannt. Jeder Bundesstaat regelt das Feuerwehrwesen mit eigenen Gesetzen und Organisationen. Die Feuerwehren haben sich dabei in Technik und Taktiken an die weit verbreitete Holzbauweise von Häusern angepasst.

## Allgemeines
In den Vereinigten Staaten von Amerika bestehen 57.569 Feuerwehrhäuser und Feuerwachen. Insgesamt sind 1.115.000 Personen, davon 370.000 Berufsfeuerwehrleute und 745.000 freiwillige Feuerwehrleute, im Feuerwehrwesen tätig. Der Frauenanteil beträgt acht Prozent. Die amerikanischen Feuerwehren wurden im Jahr 2019 zu 37.272.000 Einsätzen alarmiert, dabei waren 1.291.500 Brände zu löschen. Hierbei wurden 3.704 Tote von den Feuerwehren geborgen und 16.600 Verletzte gerettet.

## Notruf

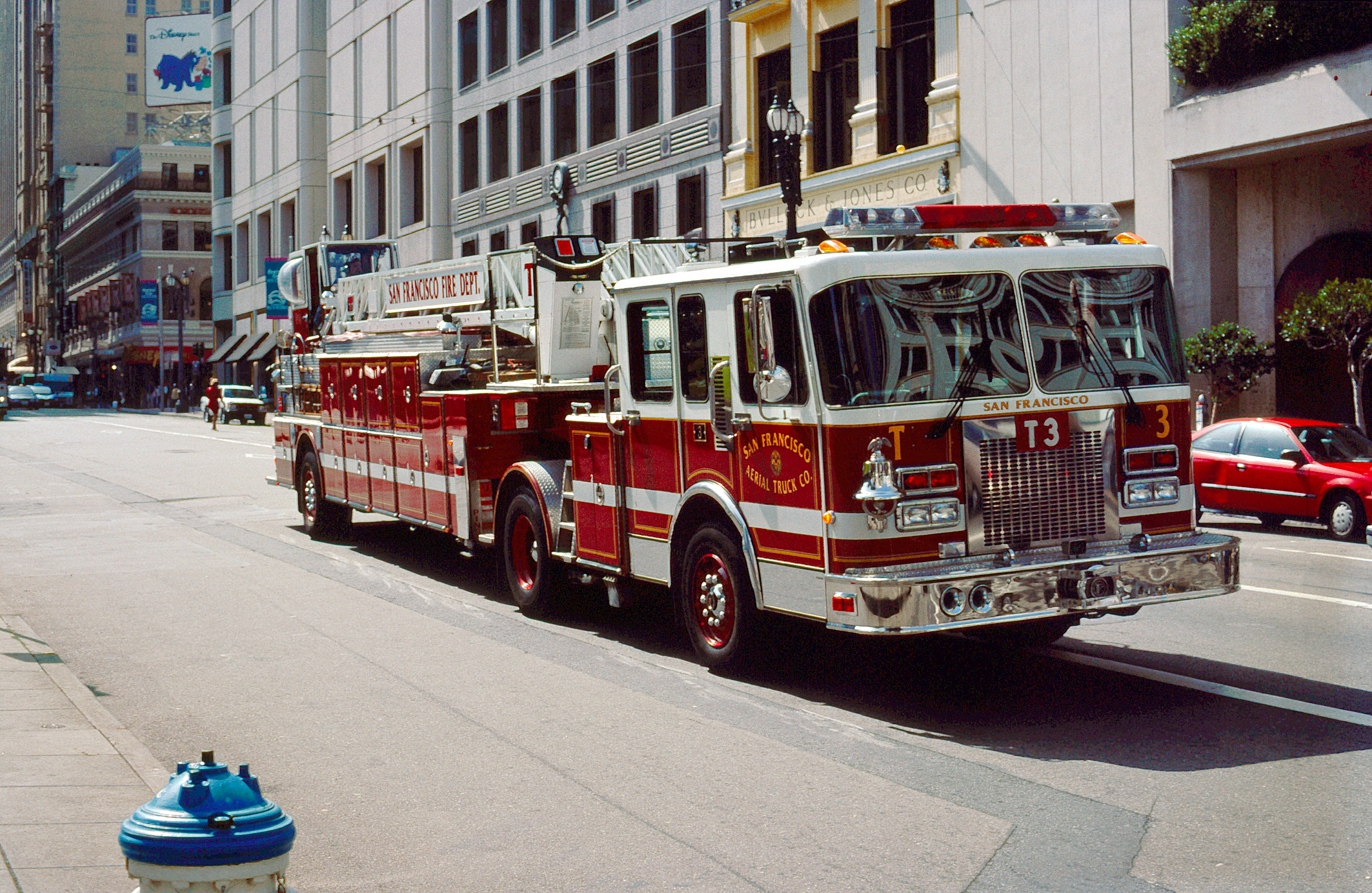
Drehleiter (Tiller ladder) aus San Francisco (Kalifornien)

Der Notruf in den USA ist über die Telefonnummer 911 zu erreichen. Ein Telefonist (Dispatcher) leitet die Daten des Notrufs an die jeweilige Institution (Polizei, Feuerwehr oder Rettungsdienst) weiter. Der Telefonist sieht die anrufende Telefonnummer und kann sie bei Bedarf lokalisieren oder zurückrufen. Finanziert wird der Notruf durch eine Gebühr, die auf jeder Telefonrechnung ausgewiesen wird, wobei jeweils eine nationale und bundesstaatliche Steuer erhoben wird.
Der Telefonist versucht, weitere Hinweise über den Notfall zu erfragen und kann erste Anweisung über einzuleitende Maßnahmen an den Anrufenden (z. B. Atemspende) durchgeben. Unterstützt wird er dabei von einem Notfallkatalog, der auf jede zu stellende Frage mögliche Antworten enthält, die entweder zu einer vertiefenden Frage führt oder eine Notfallanweisung einleitet.
Der Telefonist hat auf den Anrufenden beruhigend einzuwirken, um den Anrufenden das Gefühl zu vermitteln, nicht allein zu sein und damit Panik, mit den damit verbundenen Gefahren, zu vermeiden.

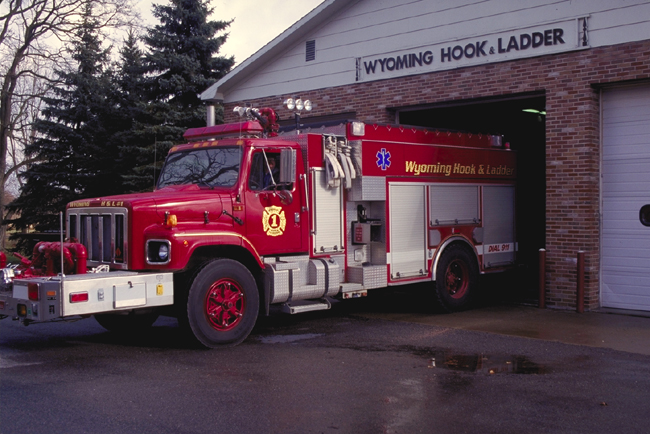
Feuerwehrfahrzeug in Wyoming

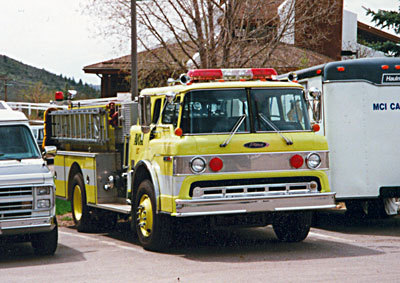
Feuerwehrfahrzeug aus Avon (Colorado)

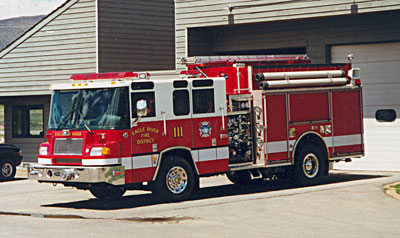
Feuerwehrfahrzeug (Engine) aus Eagle River (Colorado)

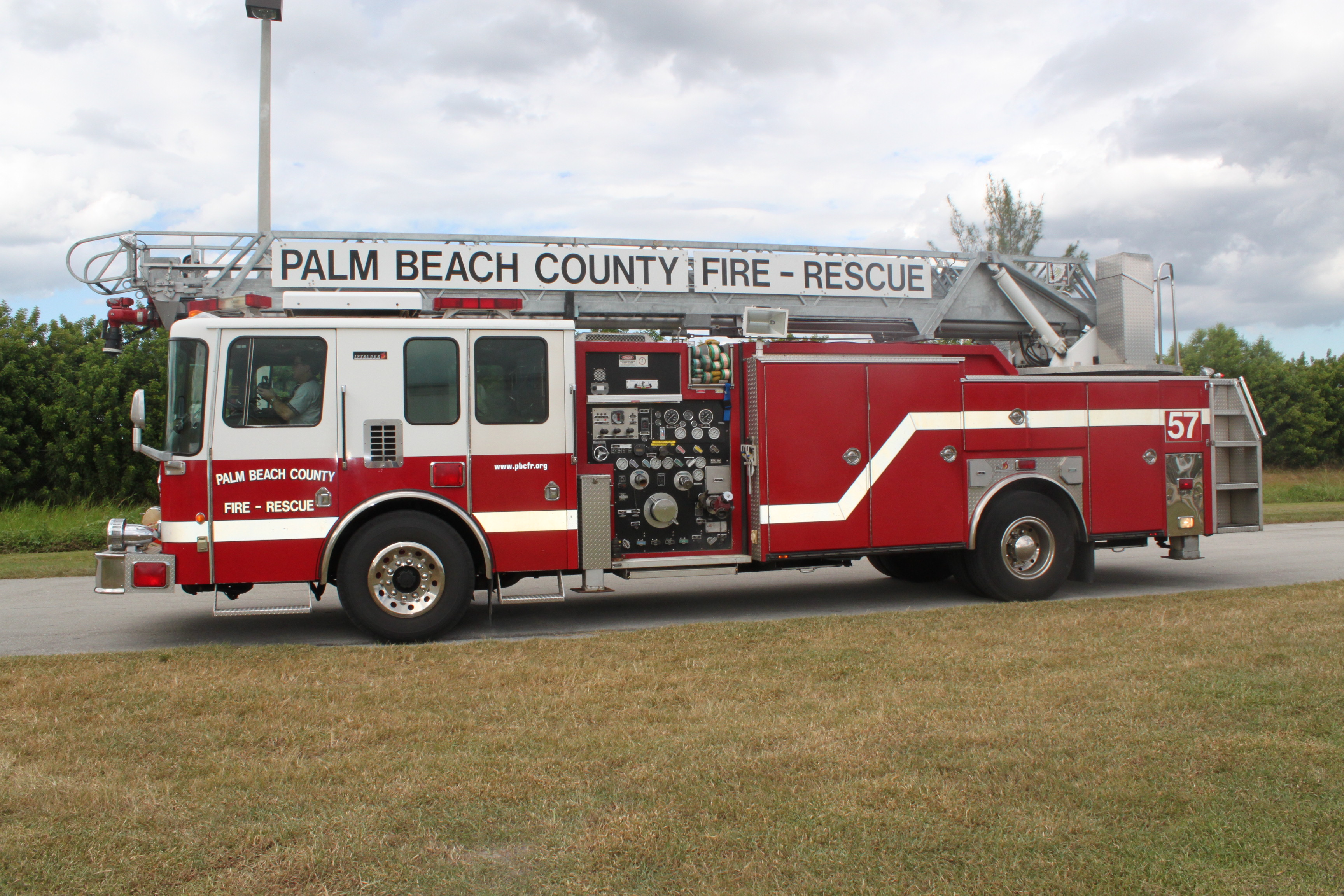
Multifunktionsfahrzeug vom Typ Quint aus Palm Beach (Florida)

## Aufbau und Organisation
Jeder Bundesstaat regelt das Feuerwehrwesen mit eigenen Gesetzen und Organisationen, wobei die Countys eine große Selbstständigkeit genießen. Dabei kommt es zwischen den einzelnen Countys eines Bundesstaates zu großen Abweichungen in Organisation und Ausrüstung, was vielleicht an den unterschiedlichen Farben der Einsatzfahrzeuge und persönlichen Ausrüstungen am ehesten sichtbar wird. Fahrzeugfarben können unter anderem Rot, Gelb, Gelb-Grün, Weiß und Blau sein.
In mehreren Countys werden die Feuerwehren nicht durch die öffentliche Hand gestellt, sondern an private Unternehmen vergeben, die dann den Brandschutz in der Region sicherstellen. Diese Verträge laufen über eine bestimmte Laufzeit von mehreren Jahren und werden dann neu ausgeschrieben, was schon zu Streitigkeiten zwischen beteiligten Unternehmen geführt hat.
Neben Freiwilligen Feuerwehren (Volunteer Fire Department) gibt es die Berufsfeuerwehren, in der Regel Stadtname Fire Department genannt. Mit einer Personalstärke von ca. 16.000 Angestellten ist die New Yorker Berufsfeuerwehr (New York Fire Department (FDNY)) die größte der USA und weltweit.
Die Ränge und Rangabzeichen der amerikanischen Feuerwehren orientieren sich an denen des Militärs. Ein Löschzug wird in der Regel von einem „Captain“ geführt; die Gruppen von Leutnanten. „Chief“ kann ganz allgemein Kommandant bedeuten oder, besonders in einer Berufsfeuerwehr, abgestuft über mehrere Grade sein. Dort gibt es auch Stabsstellen und meist eine zivile Leitungsstruktur unter einem zivilen Beamten. Dieser untersteht dem Bürgermeister, manchmal trägt er aber auch Uniform („(Fire) Commissioner“). Die amerikanischen Bezeichnungen lauten:
- Chief of Department
- Chief of Operations
- (Deputy) Assistant Chief
- Division Commander
- Deputy Chief
- Battalion Commander
- Battalion Chief
- Captain
- Lieutenant
- Fire Fighter

## Technik und Taktik

### Fahrzeuge
Die am weitesten verbreiteten Feuerwehrfahrzeuge sind Ladder („Leiter“) und Engine („Maschine“).
Die Engine ähnelt dem klassischen deutschen Löschgruppenfahrzeug bzw. Tanklöschfahrzeug. Sie führt meist auch eine Grundausstattung zur technischen Hilfeleistung und einen Wasservorrat mit. Eine genauere Abstufung wie z. B. LF 20/16, HLF 10 wie es in Deutschland ist, gibt es meist nicht.
Die Ladder (auch einfach Truck genannt) verfügt in der Regel über eine größere Besatzung als eine Drehleiter im deutschsprachigen Raum. Ihre Besatzung ist neben der taktischen Ventilation, d. h. dem Schaffen von Abluftöffnungen im Dach, für das Lokalisieren und Freilegen des Feuers zuständig. Meist ist die Besatzung auch für die Menschenrettung zuständig. Neben der auf dem Fahrzeugfahrgestell montierten Drehleiter (Turntable ladder) gibt es auch die Tiller ladder, die auf einem Sattelauflieger installiert ist.
Eine Kombination aus Engine und Ladder ist der Quint (Kurzform für Quintuple combination pumper), der fünf Ausrüstungsfunktionen kombiniert: Pumpe (mit einem Mindestdurchsatz von 1000 Gallonen pro Minute), Drehleiter (oder Hubrettungseinrichtung mit fest installierter Wasserversorgung), Wassertank (Mindestinhalt 300 Gallonen), Schlauchvorrat (Saug- und Druckschläuche) sowie verschiedene bewegliche Leitern (mindestens 85 laufende Fuß).
Pumper und Tanker werden für Wasserförderung und -transport eingesetzt.
Ein weiteres, in der Funktion ungefähr dem deutschen Rüstwagen entsprechendes Fahrzeug (allerdings wiederum mit größerer Besatzung) wird meist als Rescue geführt. Außerdem gibt es HazMat-Teams und -Fahrzeuge (kurz für „hazardous material“, Gefahrstoff), vgl. Gerätewagen Gefahrgut.
Battalion bezeichnet das Fahrzeug eines Kommandanten, also ungefähr einen Kommandowagen. Außerdem gibt es noch so genannte Command and Control Vehicles, entsprechend einem Einsatzleitwagen.
Mannschaftstransportfahrzeuge sind aufgrund der höheren Mannschaftskapazität der anderen Fahrzeuge selten. Die Anforderungen für Feuerwehrfahrzeuge sind im Standard 1901 („Standard for Automotive Fire Apparatus“) der National Fire Protection Agency definiert.

### Personal
Während bei deutschen Feuerwehren angestrebt wird, die Feuerwehrangehörigen möglichst universell einsetzen zu können, werden Angehörige von US-Feuerwehren oft einem bestimmten Fahrzeug und damit einer bestimmten Aufgabe fest zugeordnet, wie Brandbekämpfung, Menschenrettung usw.
Eine grobe Einteilung ergibt sich durch die Trennung von Truck und Engine Companies. Die Engine Company übernimmt das Löschen des Brandes während die Truck Company (deren Fahrzeug gewöhnlich eine Drehleiter mit Mannschaftskabine ist) „Fireground support operations“ übernimmt. Zu diesen zählt das Be- und Entlüften, die Menschenrettung, Leitern vorzunehmen, eine Löschwasserversorgung herzustellen etc.

### Brandbekämpfung
Bei der Bekämpfung von Gebäudebränden spielt die taktische Ventilation eine bedeutende Rolle; dabei werden Scheiben eingeschlagen und Löcher in das Gebäudedach gerissen, um Rauch und Brandgase abziehen zu lassen. Der Nachteil bei dieser Taktik ist allerdings ein unter Umständen entstehender Kamineffekt. Auch in Deutschland wird die Überdruckbelüftung vermehrt gelehrt und umgesetzt.
Die Waldbrandbekämpfung ist ein Spezialgebiet, bei denen neben der Feuerwehr eine Vielzahl von anderen Einrichtungen wie Naturschutzbehörden, private Unternehmen, Reservatsverwaltungen u. a. mit jeweils eigenen Einheiten zum Einsatz kommen; die bekanntesten sind wohl die so genannten Smokejumper, die mit Fallschirmen in entlegenen Brandgebieten abspringen. Auch die Fahrzeuge und Taktiken unterscheiden sich hier stark von der Brandbekämpfung in städtisch geprägten Gebieten: hier wird ein Schwerpunkt auf die (sehr effektive) manuelle Arbeit am Unterholz mit speziellen Hacken und Äxten gelegt. In Westeuropa befinden sich diese Taktiken erst im Stadium der Erprobung und sind vielerorts noch gänzlich unbekannt.
Die Brandbekämpfung bei den Terroranschlägen am 11. September 2001 in New York forderte die meisten Todesopfer bei einem Brand in den USA. Die New Yorker Feuerwehr verlor 343 Berufsfeuerwehrleute. Die meisten davon starben in und an den Türmen des World Trade Center (WTC) bei deren Einsturz. In den Folgejahren starben nach Angaben der Feuerwehrgewerkschaft über 170 Angestellte an Krankheiten, die durch die Folgen der Anschläge hervorgerufen wurden. Rund einer von acht dort eingesetzten Feuerwehrleuten erkrankten an Krebs. Trauer, Solidarität und Hilfe kamen von Feuerwehrverbänden aus allen Teilen der Welt.

## FEMA
Die Federal Emergency Management Agency (FEMA) ist eine überstaatliche Katastrophenschutzorganisation auf Bundesebene. Sie ist nach Umstrukturierungen im Jahr 2002 innerhalb des Department of Homeland Security und der United States Fire Administration (USFA) angesiedelt. Sie dient der Koordination lokaler Einheiten und der Vermittlung von Sachverständigen, die nicht auf der Ebene aller US-Staaten vorhanden sind. Ihre Kompetenzen liegen in Führen, Beratung, Koordination und Unterstützung der Örtlichen Einsatzkräfte. Ihre Hauptaufgabe ist Verluste am Leben zu vermeiden und Schäden für die Ökonomie der USA so klein wie möglich zu halten. Sie ist auch für die Mittelzuweisung nach einer Katastrophe zuständig.
Organisiert ist die FEMA in zehn Regional- und zwei Bereichsbüros. Jedes Büro ist für mehrere Staaten oder abhängige Gebiete zuständig. Die regionalen Angestellten arbeiten direkt mit den offiziellen Einrichtungen der Staaten zusammen, um Pläne für Katastrophen und deren Vorbeugung zu erarbeiten. Im Falle von schon eingetretenen Katastrophen arbeitet die FEMA vor Ort mit den entsprechenden Notfallorganisationen des jeweiligen Staates zusammen.
- Region 1: Connecticut, Maine, Massachusetts, New Hampshire, Rhode Island, Vermont
- Region 2: New Jersey, New York, Puerto Rico, Amerikanische Jungferninseln
- Region 3: Delaware, District of Columbia, Maryland, Pennsylvania, Virginia, West Virginia
- Region 4: Alabama, Florida, Georgia, Kentucky, Mississippi, North Carolina, South Carolina, Tennessee
- Region 5: Illinois, Indiana, Michigan, Minnesota, Ohio, Wisconsin
- Region 6: Arkansas, Louisiana, New Mexico, Oklahoma, Texas
- Region 7: Iowa, Kansas, Missouri, Nebraska
- Region 8: Colorado, Montana, North Dakota, South Dakota, Utah, Wyoming
- Region 9: Amerikanisch-Samoa, Arizona, Kalifornien, Guam, Hawaii, Nevada, Nördliche Marianen, Marshallinseln, Mikronesien
- Region 10: Alaska, Idaho, Oregon, Washington

## Stafford Disaster Relief and Emergency Assistance Act

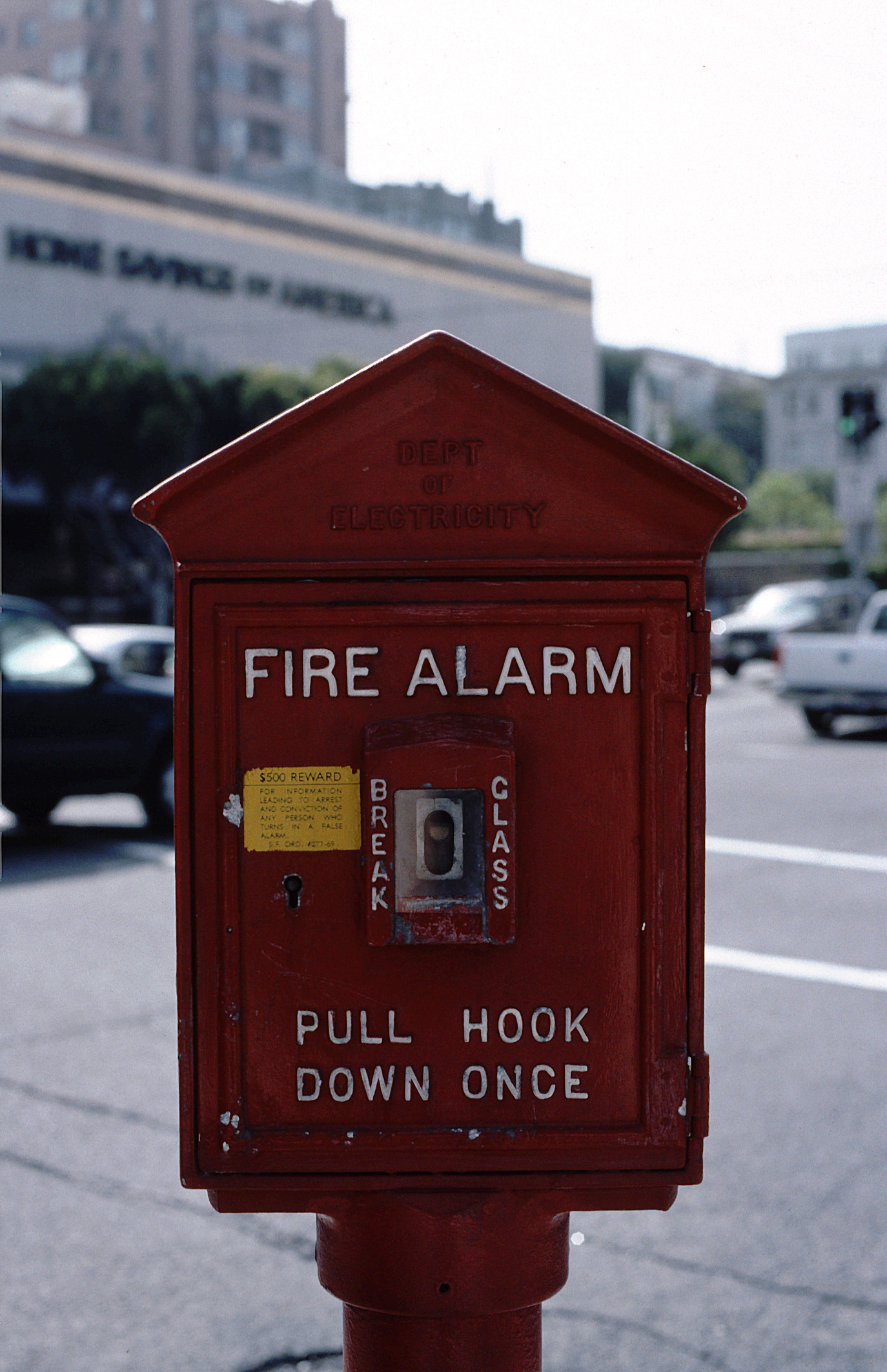
Brandmelder in San Francisco

Brandmelder in New York

Der Robert T. Stafford Disaster Relief and Emergency Assistance Act (Public Law 93-288), auch kurz The Stafford Act genannt, regelt die Unterstützung der Staaten und deren Einwohner im Falle von Katastrophen, die die Möglichkeiten der örtlichen Organisationen überschreiten. Das Gesetz wurde 1988 beschlossen und regelt die Verkündung des Notfalls durch den Präsidenten sowie die mögliche Hilfe und deren Organisation durch die FEMAs.

## Feuerwehrverband
Die National Fire Protection Association (Feuerwehrverband NFPA) repräsentiert die amerikanischen Feuerwehren mit ihren über 1,1 Millionen Feuerwehrangehörigen im Weltfeuerwehrverband CTIF (Comité technique international de prévention et d’extinction du feu) seit dessen Gründung am 16. August 1900 in Paris. Darüber hinaus bestehen Verbindungen insbesondere zu europäischen Feuerwehrverbänden, wie dem Deutschen Feuerwehrverband.

## Dienstgrade
- Dienstgrade der Feuerwehr in den Vereinigten Staaten